# Fehér tündérrózsa
A fehér tündérrózsa vagy fehér tavirózsa (Nymphaea alba) a tündérrózsa-virágúak (Nymphaeales) rendjébe és a tündérrózsafélék (Nymphaeaceae) családjába tartozó faj.
Nemzetségének a típusfaja.

## Előfordulása
A fehér tündérrózsa Európában nem ritka, a távoli északi tájakat és Spanyolország nagy részét kivéve. Észak-Afrikában és a Közel-Keleten is megtalálható ez a vízinövény.

## Alfajai
- Nymphaea alba subsp. alba L., 1753
- Nymphaea alba subsp. candida (J.Presl & C.Presl) Korsh.
- Nymphaea alba subsp. occidentalis (Ostenf.) Hyl., 1945

A Nymphaea tetragonával Georgi (1775) alkotott hibridje a Nymphaea × laydekeri André (1895).

## Megjelenése
Ennek a növényfajnak a víz színén úszó, 15-30 centiméter széles, fényes zöld levelei kerekdedek, válluk mélyen bemetszett, szélük ép. Az oldalerek villásan szétágaznak, de a levél szélénél összefutnak. A levélnyele hengeres. 10-15 centiméter átmérőjű virágain 4 zöld csészelevél és 15-25 fehér szirom található, melyek fokozatosan mennek át a porzókba. Megporzástól függően 3-5 napig nyílnak, majd elhervadva a víz alá buknak, és helyükbe újak fejlődnek. Évelő növény, karvastagságú gyöktörzzsel.

## Életmódja
A fehér tündérrózsa tápanyagban gazdag, iszapos talajú álló- vagy lassan folyó vizek lakója. Körülbelül 3 méter is lehet a vízmélység. A virágzási ideje június–szeptember között van.

## Képek

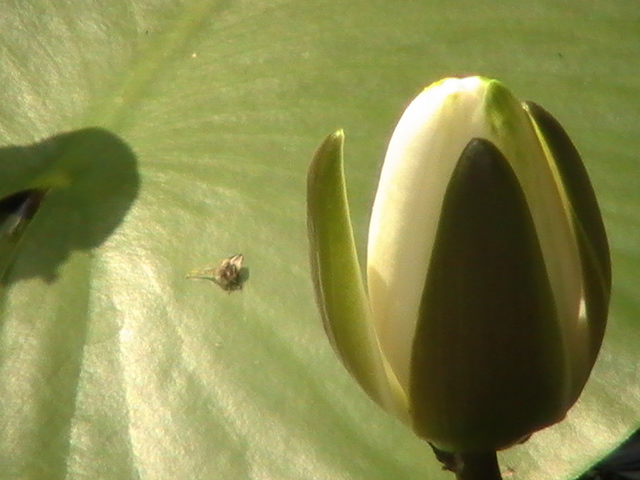
Bimbója
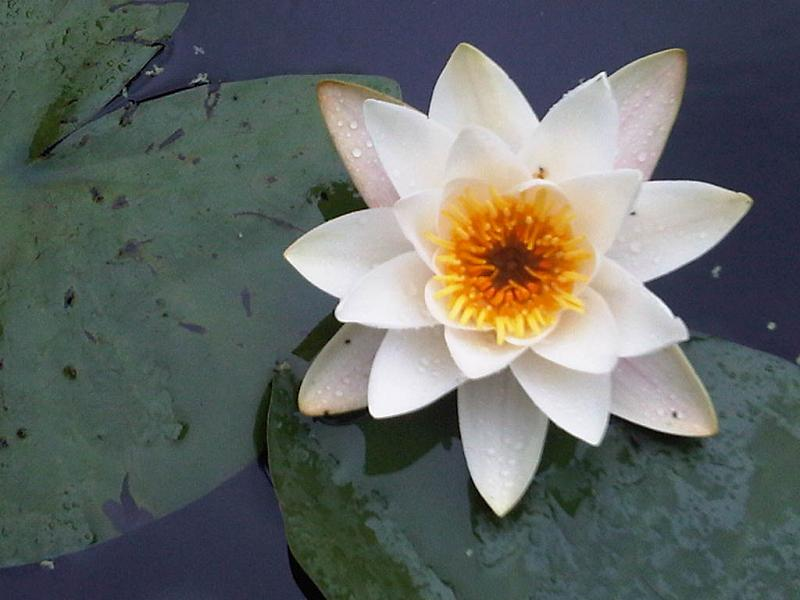
Virága
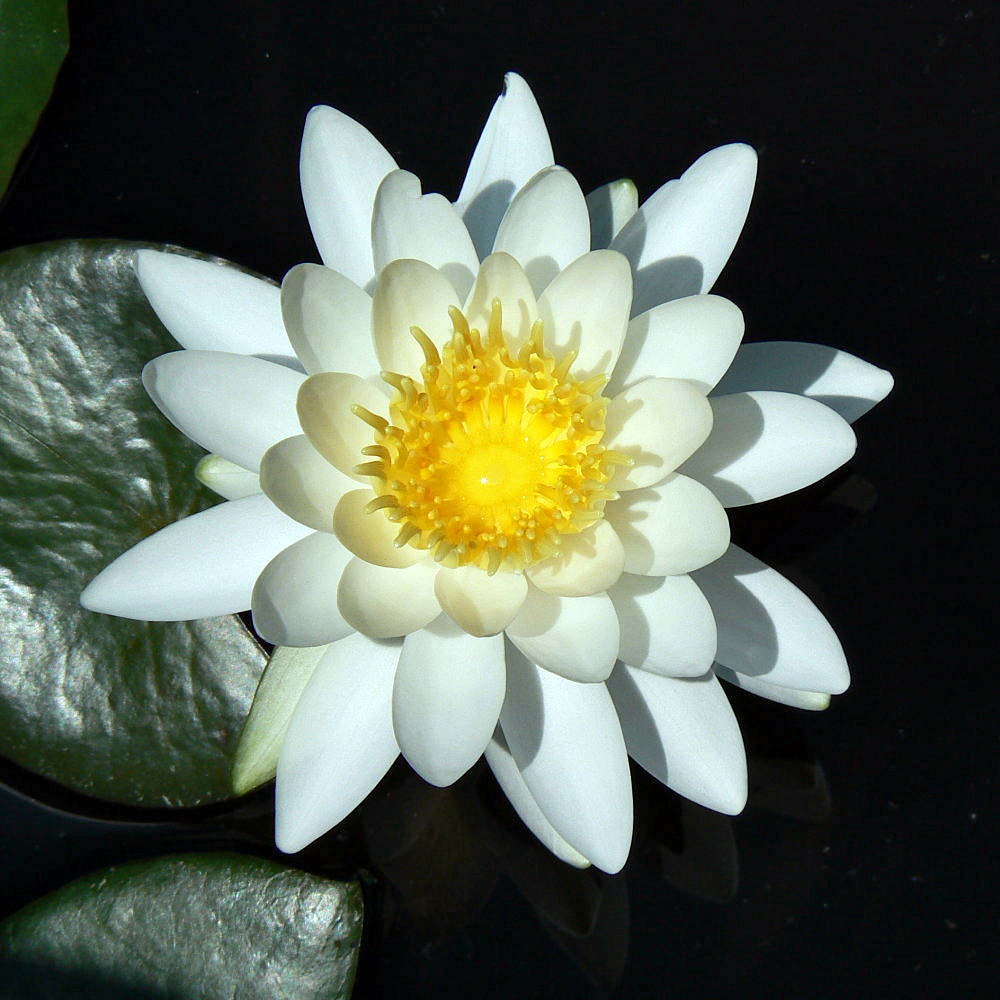
Virága felülről,
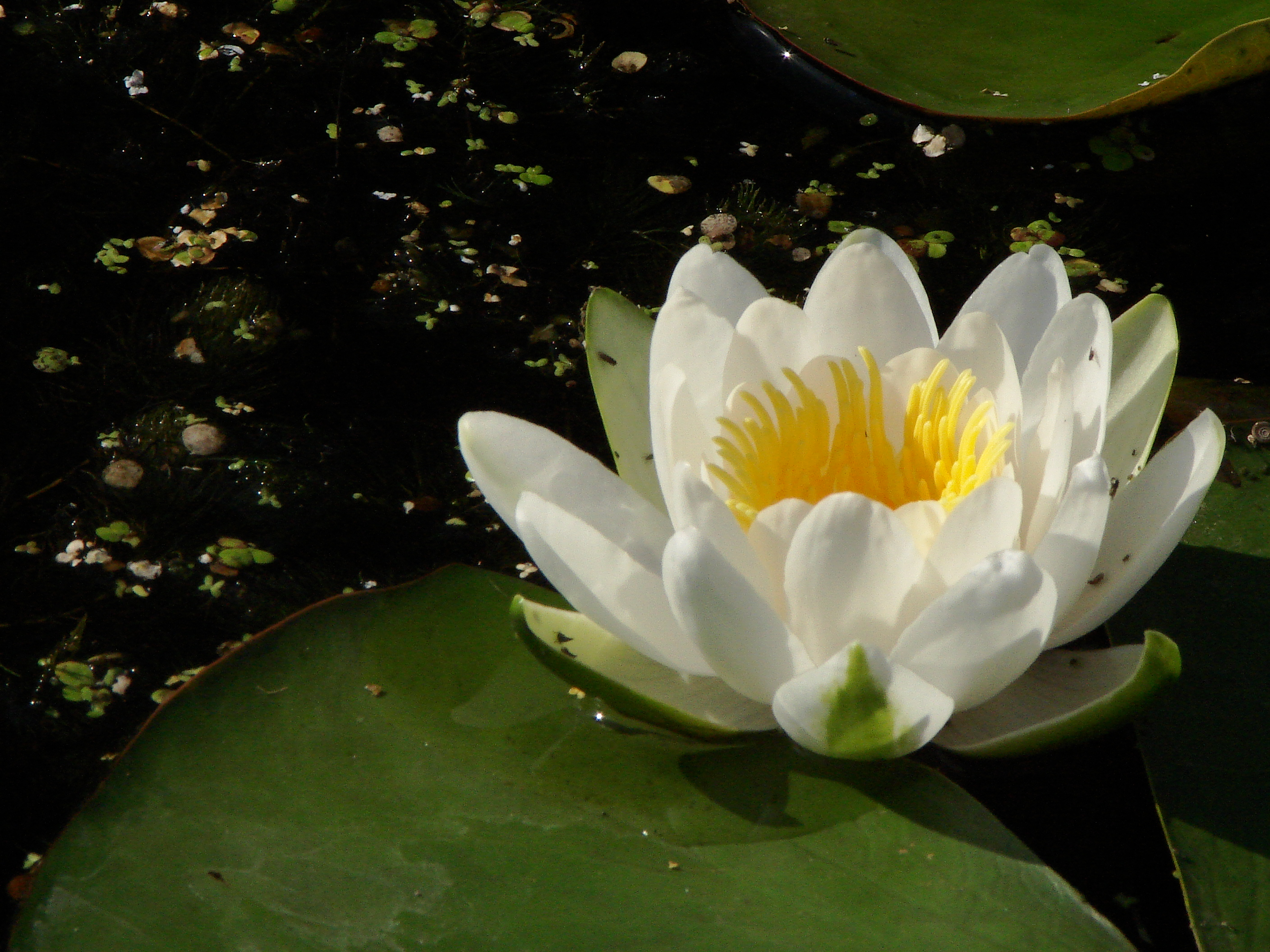
hegyes szögből
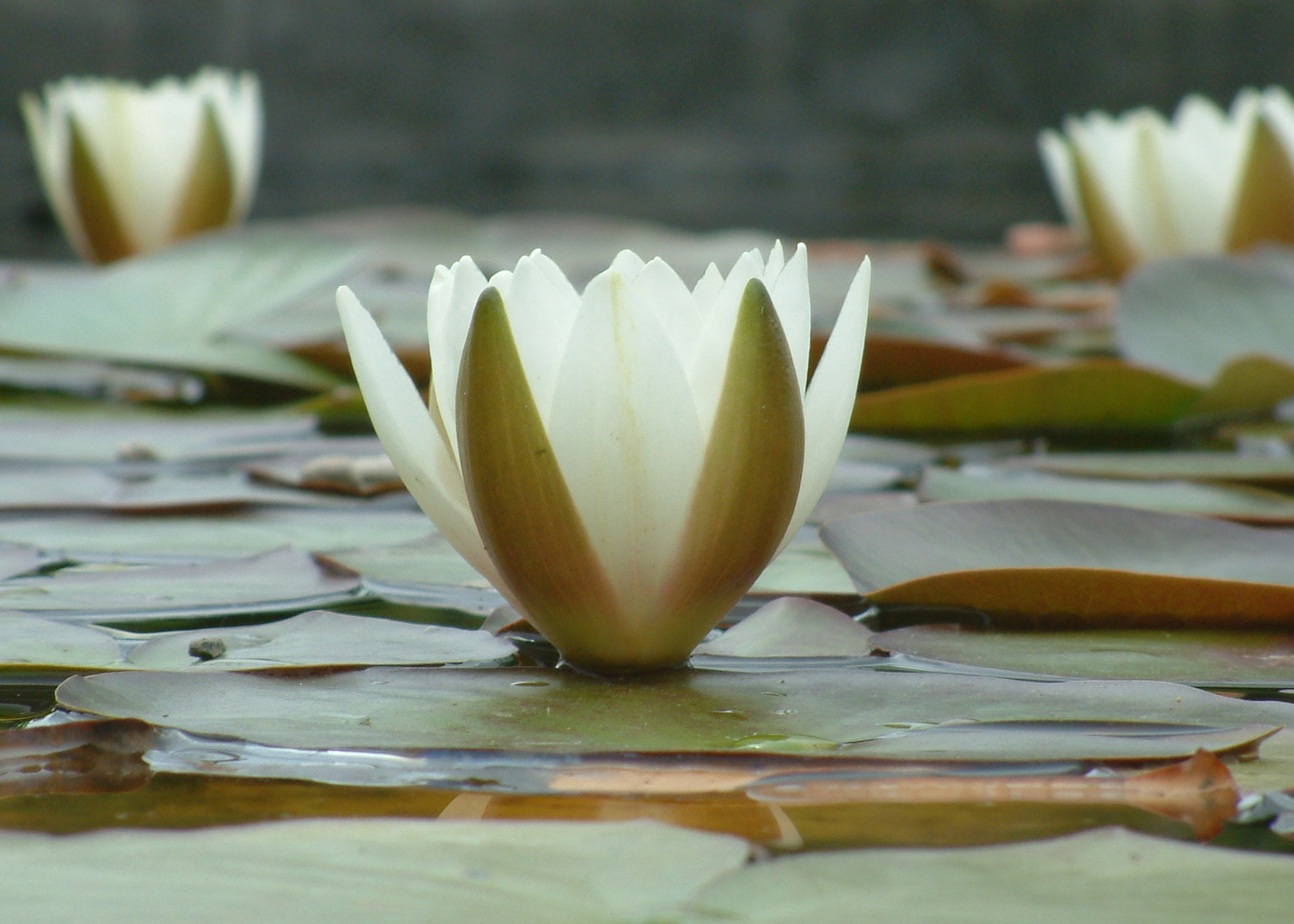
és oldalról
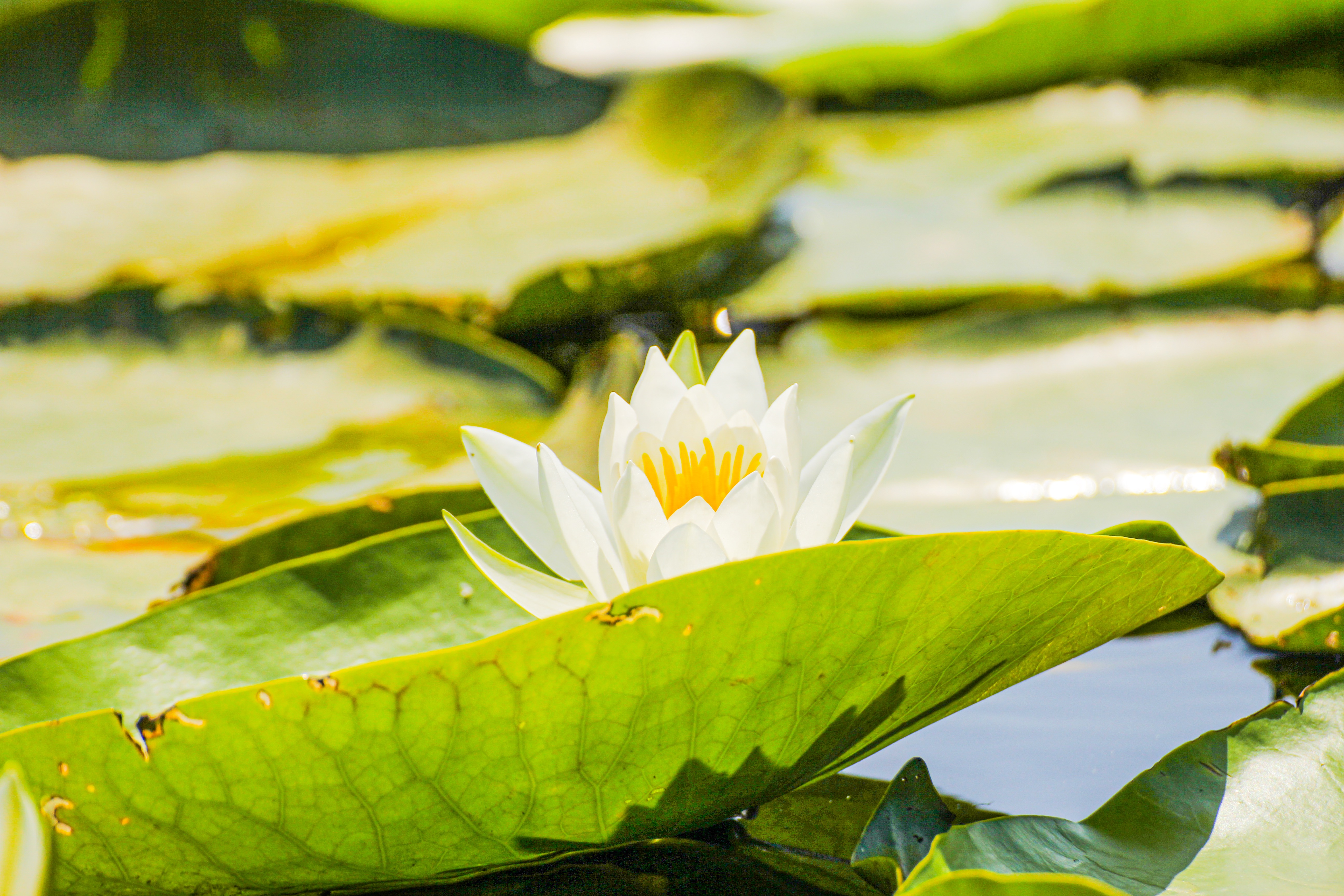
A Duna Deltában
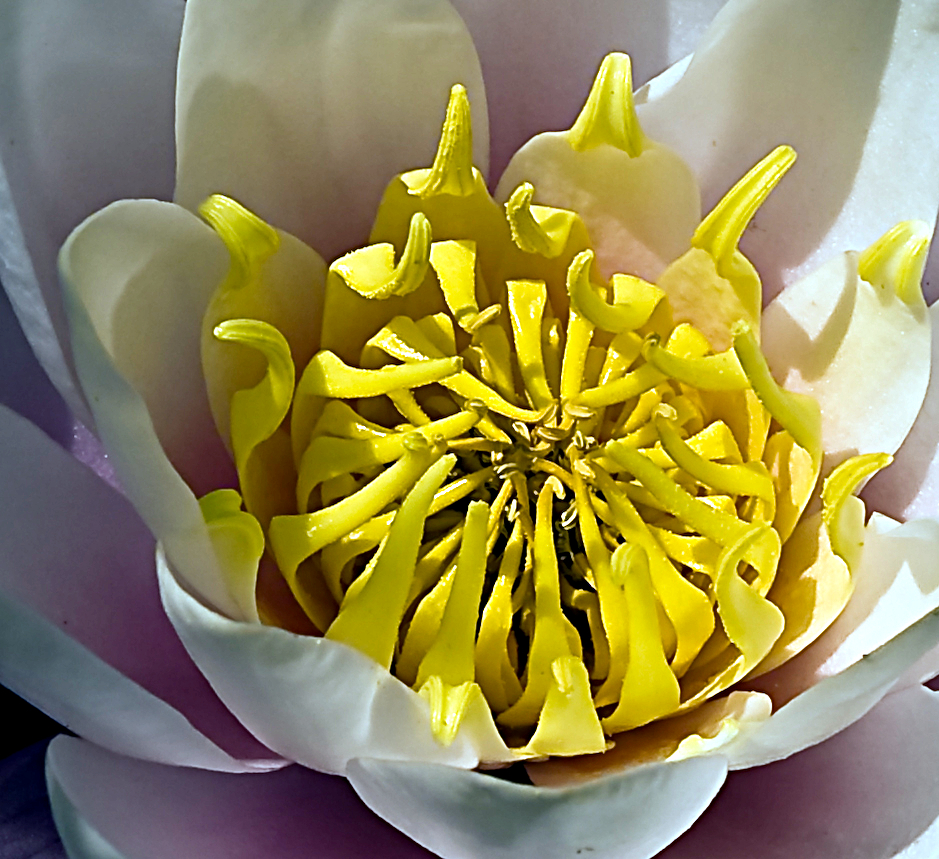
Termőtája közelről
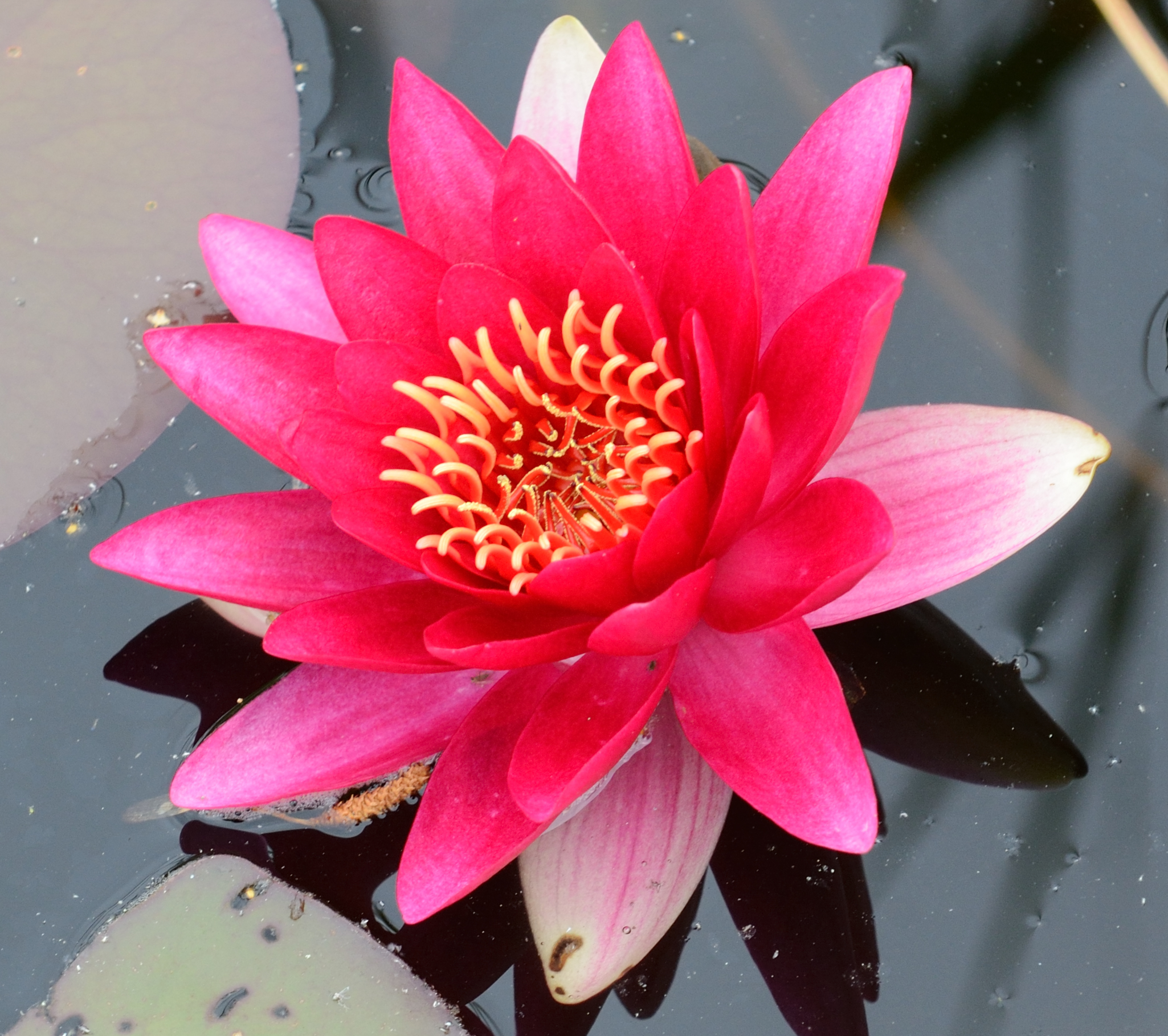
Vörös színű változata
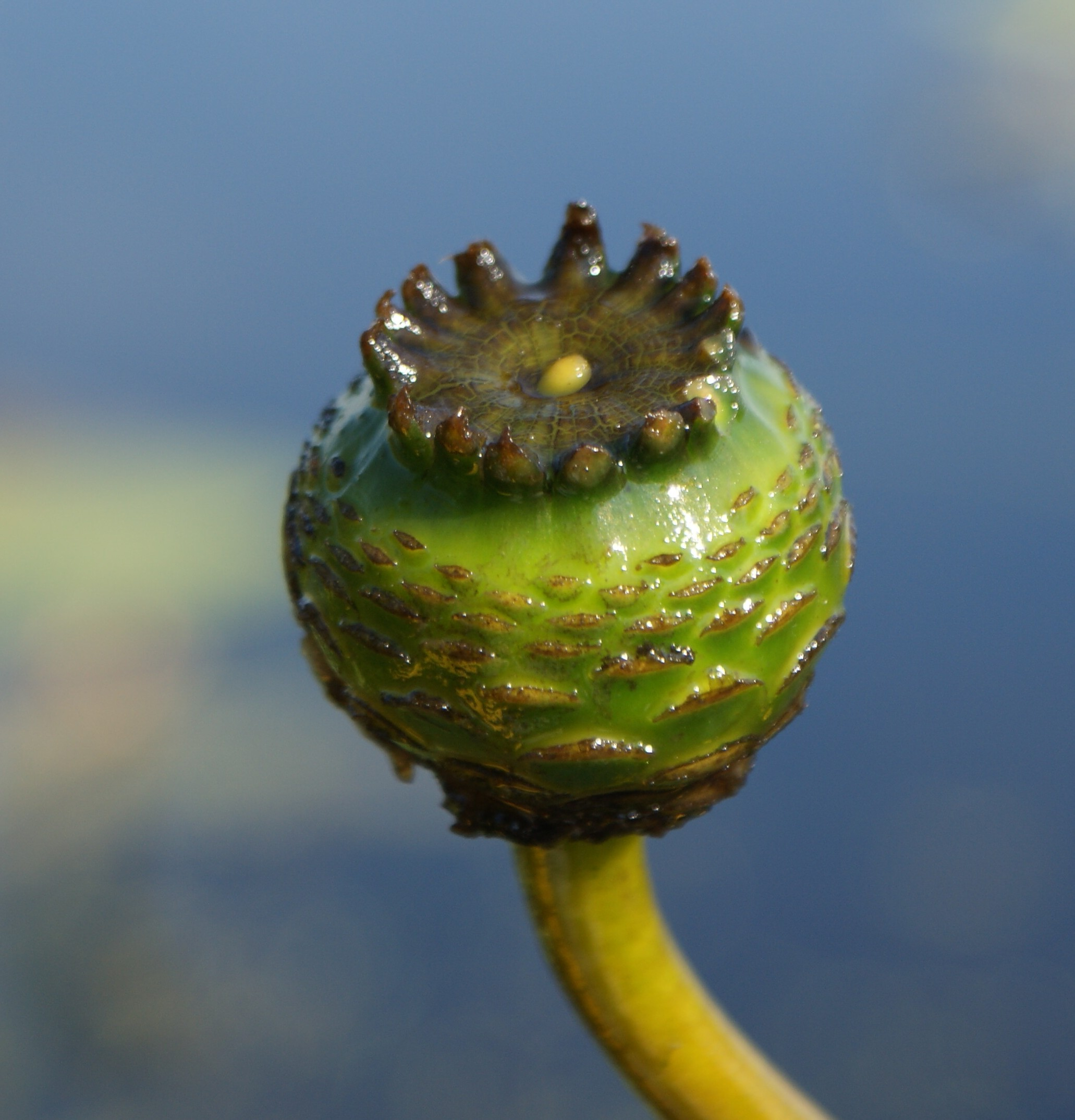
Termése
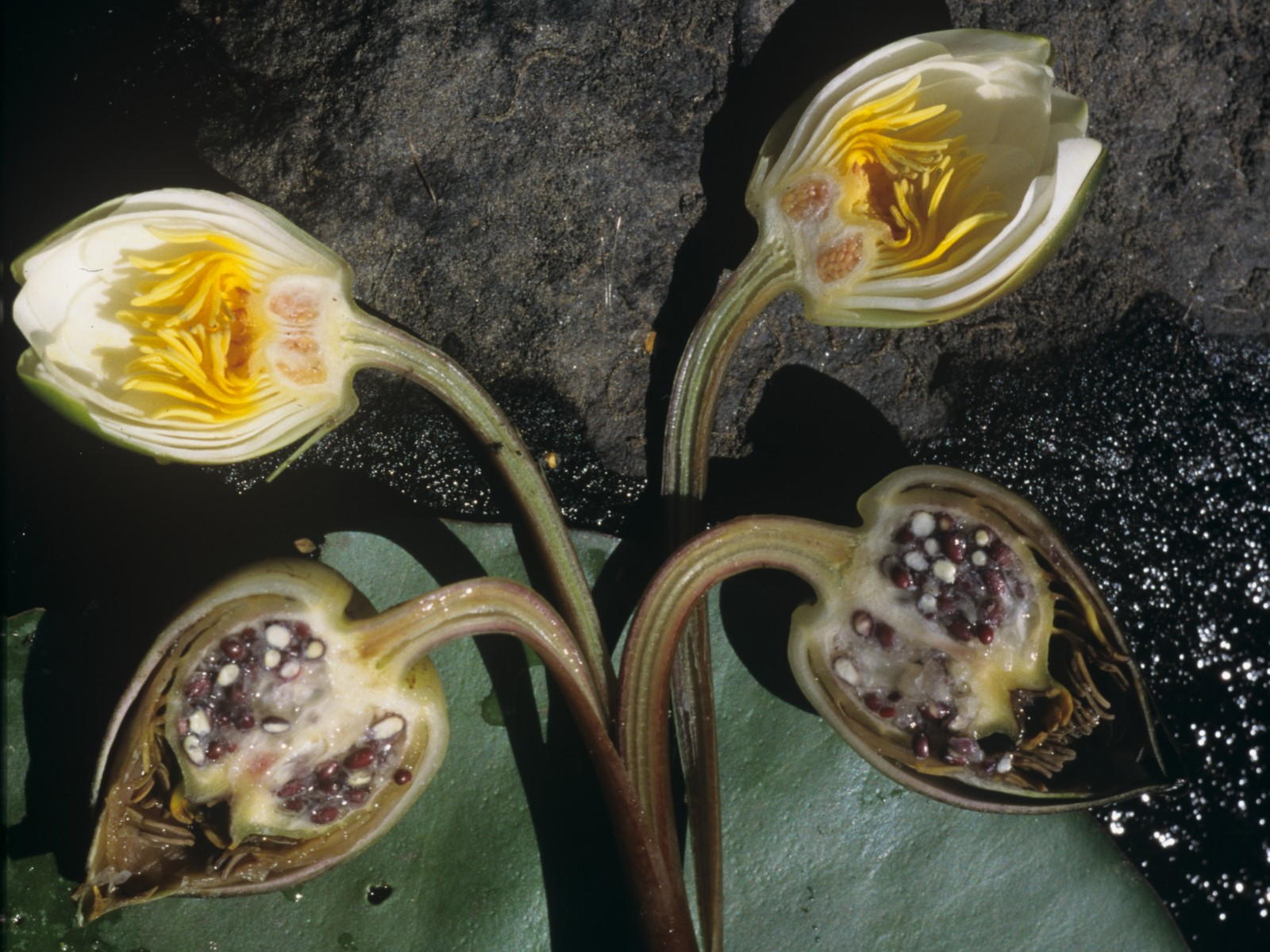
Virágok és termések keresztmetszetei
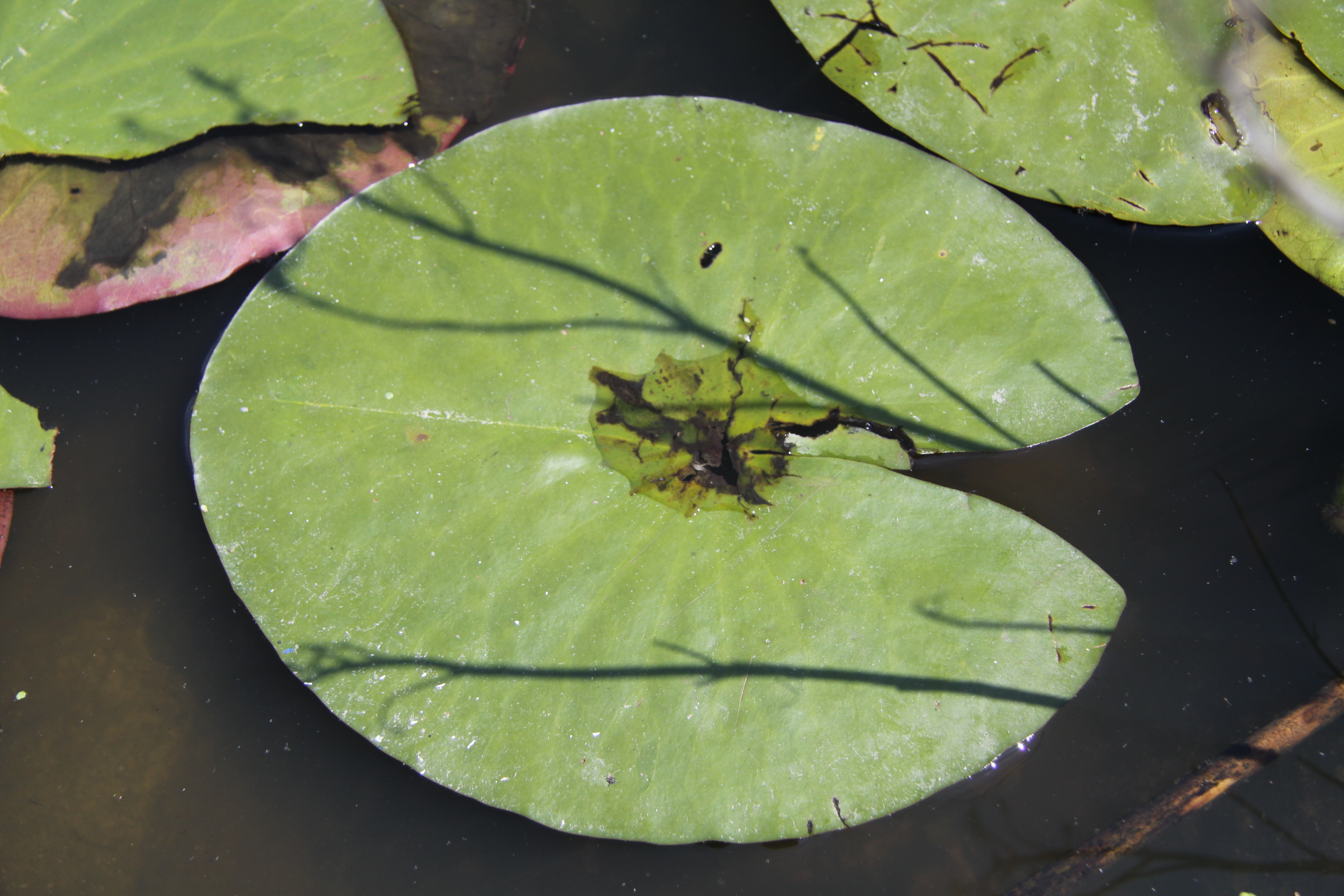
Levele felülről
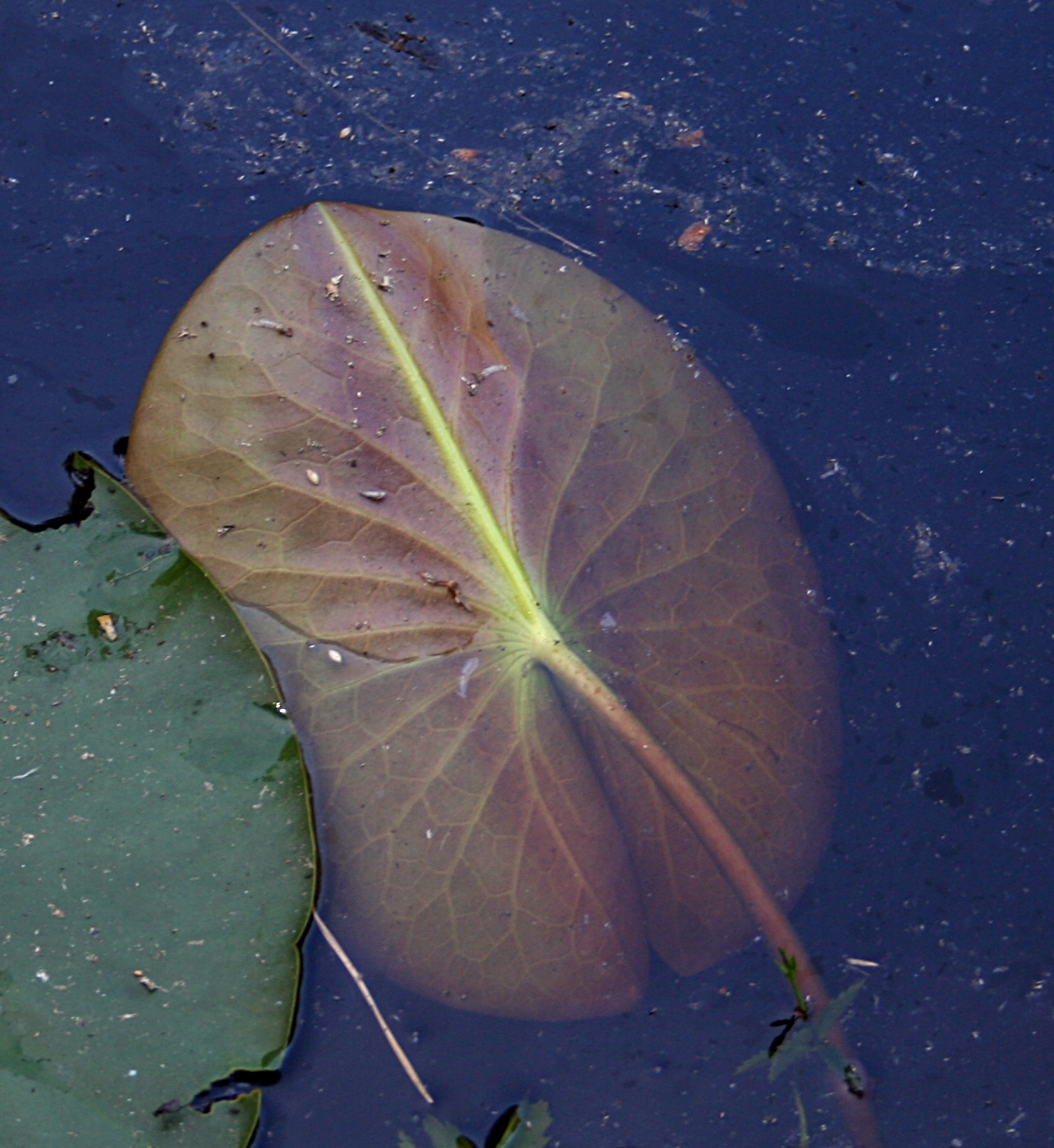
és alulról
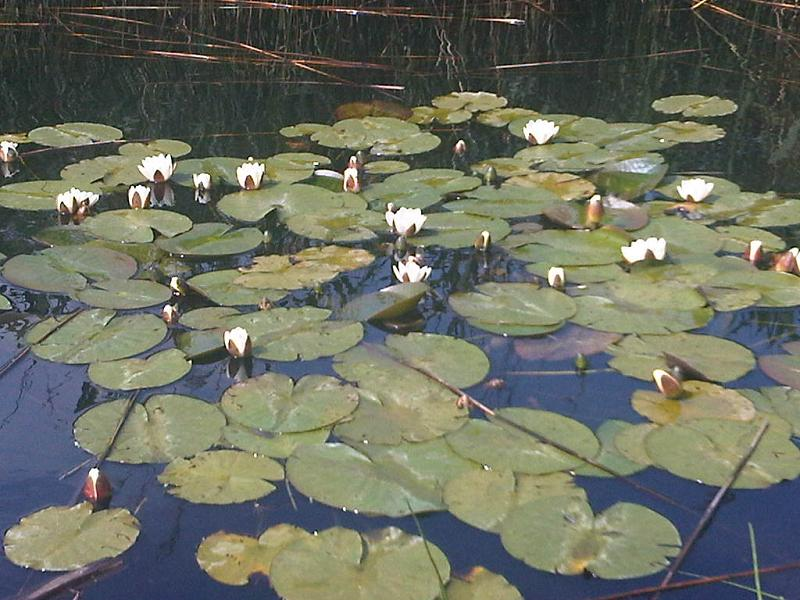
A tavirózsa
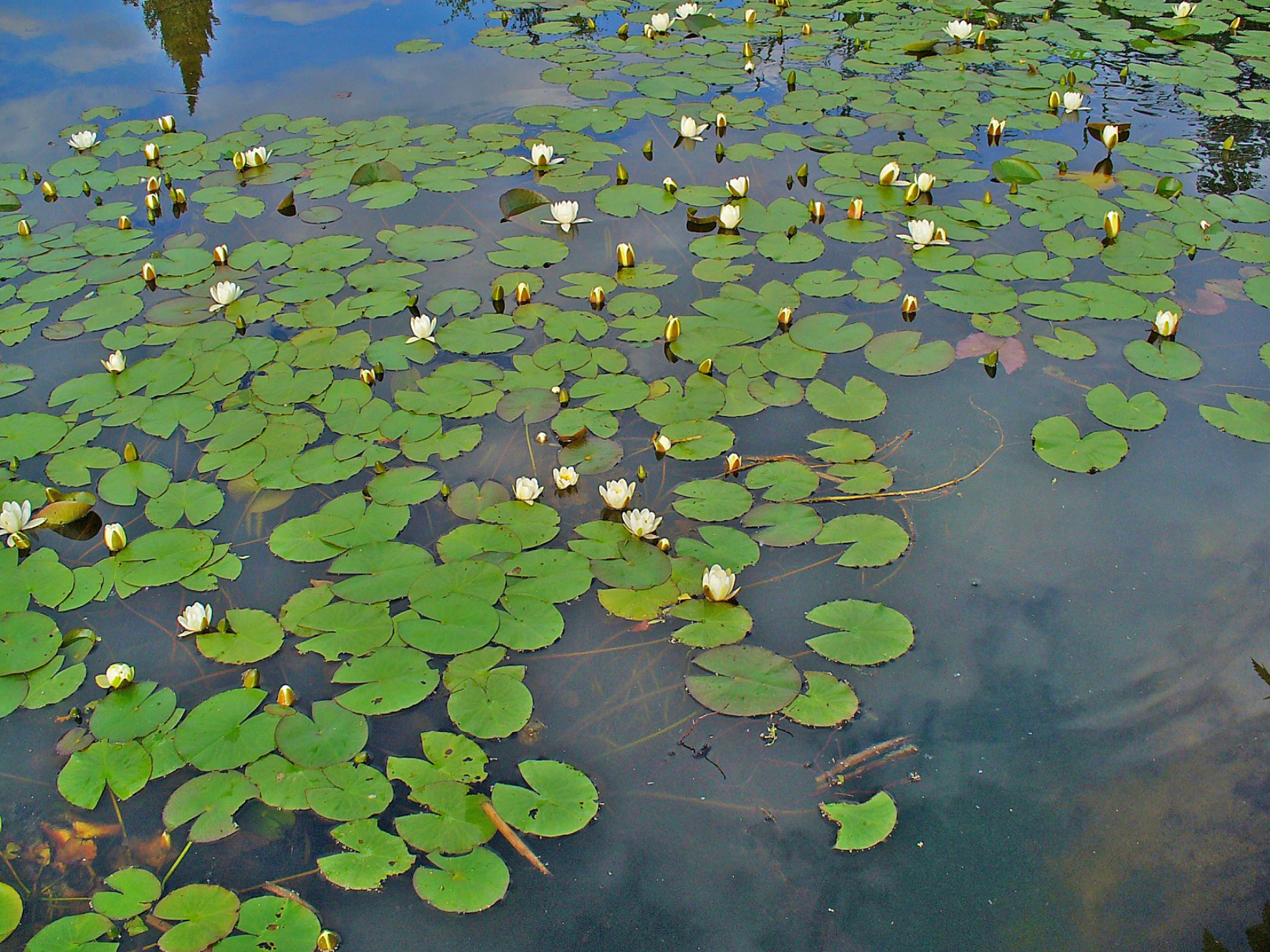
telepei
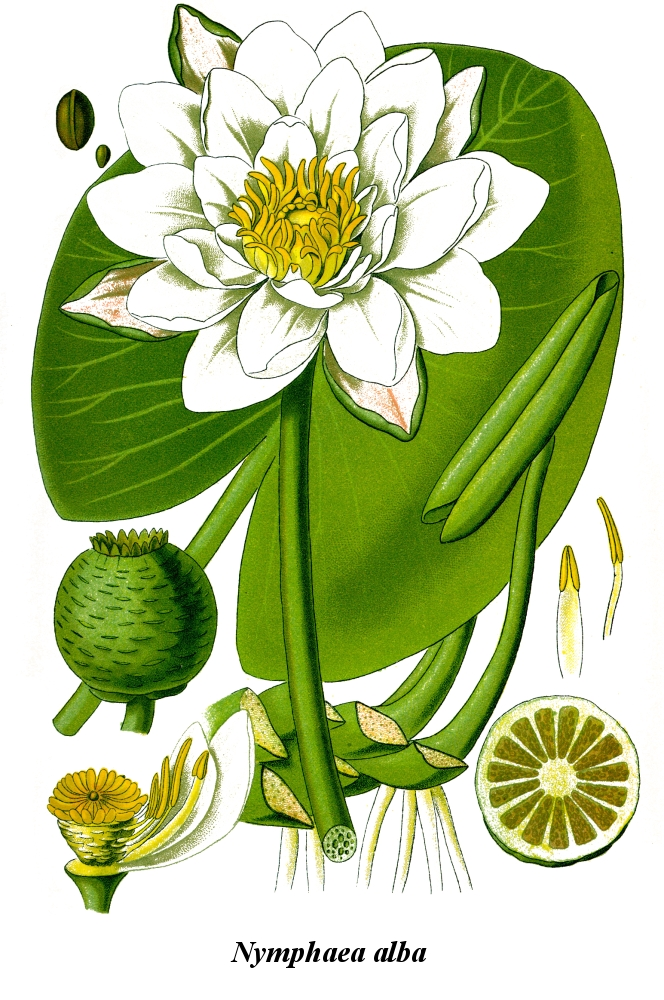
Rajz a növényről